# Nazareth, Chilón
Nazareth är en ort i Mexiko.   Den ligger i kommunen Chilón och delstaten Chiapas, i den sydöstra delen av landet, 800 km öster om huvudstaden Mexico City. Nazareth ligger 694 meter över havet och antalet invånare är 482.
Terrängen runt Nazareth är kuperad åt sydost, men åt nordväst är den bergig. Runt Nazareth är det ganska tätbefolkat, med 54 invånare per kvadratkilometer. Närmaste större samhälle är Yajalón, 18,9 km väster om Nazareth. I omgivningarna runt Nazareth växer i huvudsak städsegrön lövskog.